# Soricomys kalinga
Soricomys kalinga (syn. Archboldomys kalinga) är en gnagare i familjen råttdjur som förekommer i Filippinerna.
Arten är med en absolut längd av 182 till 206 mm, inklusive en 85 till 101 mm lång svans och med en vikt av 22 till 31 g en ganska liten gnagare. Den har 23 till 25 mm långa bakfötter och 13 till 15 mm långa öron. Djuret påminner med sin spetsiga nos lite om en näbbmus men nosen är inte rörlig. Hela kroppen är täckt av rödbrun till mörkbrun päls som är ljusare på undersidan. Soricomys kalinga har inga hörntänder. På öronen och svansen är håren nästan osynliga och huden är mörk. Två par spenar förekommer på honans ljumske.
Utbredningsområdet ligger i den centrala bergstrakten på norra Luzon. Arten vistas i regioner som ligger 1500 till 2700 meter över havet. Regionen är täckt av bergsskogar, ibland med mossa på träden och delvis av annan växtlighet.
Arten liknar näbbmöss även i levandssättet. Den är dagaktiv och äter daggmaskar samt andra ryggradslösa djur som främst hittas i lövskiktet.
Inga allvarliga hot är kända för beståndet. IUCN listar Soricomys kalinga som livskraftig (LC).